# Kunoy (gmina)
Kunoy (far. Kunoyar kommuna) - jedna z trzydziestu gmin archipelagu Wysp Owczych, duńskiego terytorium zależnego na Oceanie Atlantyckim. Nie graniczy z żadną gminą, a jej centrum administracyjnym jest Kunoy.
Gmina w całości obejmuje wyspę Kunoy, leżącą w północno-wschodniej części Wysp Owczych. Zajmuje ona 35,2 km².
Według danych na 1 stycznia 2014 roku zamieszkiwało ją 127 osób.

## Historia
Tereny gminy od roku 1872 wchodziły w skład Norðoya Prestagjalds kommuna. Jednostkę tę zlikwidowano w 1908 roku wprowadzając na jej miejsce trzy mniejsze gminy, w tym Kunoyar, Mikladals og Húsa kommuna. Dwadzieścia trzy lata później nastąpił kolejny podział, w wyniku którego gmina Kunoy, podobnie, jak Mikladalur oraz Húsar, stały się odrębnymi jednostkami.

## Populacja
Liczba ludności gminy Kunoy wynosi 127 osób. Współczynnik feminizacji w tej jednostce administracyjnej jest nieco mniejszy niż 87 (na 59 kobiet przypada 68 mężczyzn). Osoby powyżej sześćdziesiątego roku życia stanowią ok. 24% ludności gminy, podczas gdy osoby młodsze niż lat 20 ok. 21%. Stosunkowo dużą grupą są osoby w wieku 30-39 lat (15,75%).
Najstarsze ogólnodostępne dane odnośnie do historycznej liczby ludności gminy pochodzą z roku 1960. Populacja wynosiła wówczas 151 osób, jednak w kolejnych latach znacząco się zmniejszyła (144 osoby w roku 1966, 101 w 1977, 94 w 1983). Po tym okresie liczba mieszkańców zaczęła jednak stosunkowo szybko wzrastać, nawet w okresie kryzysu gospodarczego na Wyspach Owczych, jaki miał miejsce w połowie lat 90. XX wieku. W 2010 roku osiągnięto liczbę 152 mieszkańców, jednak od tamtej pory populacja gminy znów zaczęła maleć.

## Polityka
Od 2012 roku burmistrzem gminy Kunoy jest pochodząca z Partii Ludowej Meiken S. Michaelsen. Podobnie, jak czworo pozostałych radnych została wybrana w wyborach samorządowych, które odbywały się wówczas na Wyspach Owczych. Ich wyniki w Kunoyar kommuna były następujące:
| Lista | Nazwa partii                    | Głosy | Procent | Mandaty | Mandaty |
| ----- | ------------------------------- | ----- | ------- | ------- | ------- |
| A     | Partia Ludowa (Fólkaflokkurin)  | 47    | 58,02   | 3       | 0       |
| B     | Partia Unii (Sambandsflokkurin) | 34    | 41,98   | 2       | 0       |
|       | Suma                            | 83    | 100     | 5       | 0       |

| Lista A        | Lista A              | Lista A        | Lista B           | Lista B              | Lista B           |
| Fólkaflokkurin | Fólkaflokkurin       | Fólkaflokkurin | Sambandsflokkurin | Sambandsflokkurin    | Sambandsflokkurin |
| Nr             | Kandydat             | Głosy          | Nr                | Kandydat             | Głosy             |
| -------------- | -------------------- | -------------- | ----------------- | -------------------- | ----------------- |
| 1.             | Meiken S. Michaelsen | 13             | 1.                | Sóleyð í Kongsstovu  | 14                |
| 2.             | Magna Dania Joensen  | 4              | 2.                | Sámal Jákup Høgnesen | 2                 |
| 3.             | Helgi Poulsen        | 6              | 3.                | Eyðbjørg Magnussen   | 7                 |
| 4.             | Heini O. Heinesen    | 16             | 4.                | Bárur Klode          | 11                |
| 5.             | Djóni Kunoy          | 7              |                   |                      |                   |
|                | Lista                | 1              |                   | Lista                | 0                 |

Frekwencja wyniosła 80,20% (głos oddały 83 osoby ze 101 uprawnionych). Oddano dwie czyste karty i ani jednej wypełnionej błędnie.

## Miejscowości wchodzące w skład gminy Kunoy
| Miejscowość | Liczba mieszkańców (01.01.2014) | Krótki opis | Zdjęcie                               |
| ----------- | ------------------------------- | --- | ------------------------------------- |
| Haraldssund | 59                              | Tunel, który umożliwił połączenie miejscowości z siecią drogową Wysp Owczych powstał w latach 80. XX wieku.                                                | Haraldsund.                           |
| Kunoy       | 68                              | Siedziba władz gminy. Miejscowość dzieli się w dolinie na trzy część. Tamtejszy kościół pochodzi z 1867 roku. Znajduje się tam także zabytkowy młyn wodny. | Kunoy o zachodzie słońca.             |
| Skarð       | 0                               | Miejscowość opuszczona w Boże Narodzenie roku 1913 po tym jak wszyscy mężczyźni w miejscowości zmarli, gdy sztorm zaskoczył ich w trakcie połowu ryb.      | Pozostałości jednego z domostw Skarð. |